# Şuvi (Astara)
Şuvi è un comune dell'Azerbaigian situato nel distretto di Astara. Conta una popolazione di 1 072 abitanti.